# World Animal Protection
World Animal Protection (WPA), coneguda com a World Society for the Protection of Animals (WSPA) fins al juny del 2014, és una organització internacional que lluita pel benestar animal. La seva missió és protegir els animals arreu del món. El 2007 tenia 96.122 socis i donants als Països Baixos.
Se centra a ajudar els animals afectats per catàstrofes, els animals mantinguts en ramaderia intensiva, els animals salvatges mantinguts en captivitat, els gossos abandonats i els animals de treball arreu del món. A més a més, duu a terme activitats pedagògiques sobre el benestar animal i el tracte d'animals. Als Països Baixos, tingué èxit la seva campanya Stap van de olifant af! ('Baixeu de l'elefant!') per prohibir els passejos i espectacles amb elefants. La pressió de l'organització i dels seus partidaris aconseguí que 18 agències turístiques neerlandeses eliminessin els passejos i espectacles amb elefants dels seus catàlegs. La cantant Jennifer Ewbank n'és l'ambaixadora oficial en aquest país.